# 萬翱
萬翱（？—17世紀），字九皋，江西南昌府新建縣人，明末清初政治人物。

## 生平
萬翱擅寫文章，在家鄉知名，崇禎十五年（1642年）中舉人，次年聯捷（1643年）進士，獲授杭州推官，弘光元年（1645年）杭州失陷後逃遁。之後他加入萬元吉軍隊，自兵部主事累遷兵科給事中；忠誠淪陷，他負責聯絡浙江和湖廣的義民，到金聲桓反正後再和丘文舉爭任兵部尚書，轉為太僕卿監督江西義軍，擢官兵部右侍郎。
江西再次淪陷，萬翱獲召前往行在，其時王化澄不滿罷相，和他結為朋黨，多次利用冒功請敕和陳請私賄獲利；王化澄入閣後，他亦升任兵部尚書。胡欽華帶著賄賂為孫可望請求封王，他力主答應而嚴起恒堅拒，因此多次上奏永曆帝威嚇對方；永曆四年（1650年）六月他上奏十事後廣東廣西相繼失守，永曆帝前往潯南，他躲在武宣山中，不久投降清朝。
李定國收復桂林，萬翱出來迎接，但李定國認為他矮小輕佻，又曾失節，故此薄待他。他自陳主封孫可望為王是個人功勞，令李定國非常厭惡，在朝廷說：「萬尚書是國家大臣，應該優待；但你曾貽誤國事，未曾得旨復職，我不便以平等禮節相待。」聽到的人都覺得驚訝，他卻面無愧色。永曆十三年（1659年），他和巡撫陳德容、舉人李春秀及彭萬夫在偏沅投降清朝，獲授溫處兵備道僉事。
萬翱任職溫處道僉事期間海盜橫行，流寇船隻千艘突然駛入當地，他命令就近城堡樹立旗幟、設置疑兵，令對方知到有防備而逃遁。巡海官吏抓獲魚戶，判其有導寇之罪，他審問後發現是良民而釋放他們，又擒拿不法椽史姜之模，去任後得人民為其建祠。兒子萬崧在康熙年間隨廣西將軍傅宏烈征討吳三桂有功，攝任忠州州同。

## 引用
1. 1 2  錢海岳《南明史·卷一百一十九·列傳第九十五》：萬翱，字九皋，南昌人。崇禎十六年進士。授杭州推官。城陷遁，從萬元吉軍，以兵部主事累遷兵科給事中。忠誠陷，江、楚紳士義民團聚不下，翱聯絡其間。金聲桓反正，與丘文舉爭為兵部尚書。轉太僕卿，監江西義軍，已擢兵部右侍郎。
2. ↑  同治《新建縣志·卷三十二·科第》：崇禎十五年壬午鄉試……萬翱
3. ↑  錢海岳《南明史·卷一百一十九·列傳第九十五》：江西再陷，召赴行在。王化澄罷相怨望，因結翱為朋黨。時樞政陵替，閫外無所秉承，顧以冒功請敕印黃箚者，皆有餽遺；勳帥陳請非分，亦有私賄，翱輒垂腴焉。化澄入直，晉尚書。胡欽華挾賄為孫可望請王封，翱力主之，嚴起恒堅不從，翱再三執奏恫喝。永曆四年六月，疏陳十事。兩粵陷，上幸潯南，匿武宣山中，已乃乞降於清。
4. ↑  錢海岳《南明史·卷一百一十九·列傳第九十五》：李定國復桂林，翱出見。定國以其短小輕冶，且曾屈節，待之薄。翱因自陳主可望王封為己功，尤為定國所厭惡，乃言於庭曰：「萬尚書國之大臣，宜加優禮；然曾詿誤，未奉明旨復職，故不便與抗禮。」聞者咋舌，翱故施施無愧色。十三年與巡撫陳德容及舉人李春秀及彭萬夫，自偏沅降於清。翱〖官〗官僉事，德容官青州道。
5. ↑  乾隆《南昌府志·卷五十六·人物 仕蹟九》：萬翱，字九皋，新建人。能文章，名噪鄉里，崇禎進士，入國朝累官至溫處兵備道。時海氛未靖，賊艘千餘自開口突入，百姓震恐，翺令就近城堡多樹旗幟、張疑兵，賊知其有備遁去。巡海執魚戶，將實以導寇罪訊之，良民也，盡釋之。郡椽姜之模多不法狀，畏翺治行賄弗納，卒置諸法。既去，民為建祠祀之。子崧，康熙間隨廣西將軍傅宏烈征吳逆有功，檄攝忠州州同。 縣志